# Euphorbia personata
Euphorbia personata är en törelväxtart som först beskrevs av Léon Camille Marius Croizat, och fick sitt nu gällande namn av Victor W. Steinmann. Euphorbia personata ingår i släktet törlar, och familjen törelväxter. Inga underarter finns listade i Catalogue of Life.